# Johannes Wilhjelm
Johannes Martin Fasting Wilhjelm (født 7. januar 1868 på Bartoftegaard ved Nakskov, død 22. december 1938 i København) var en dansk maler, bror til Lauritz Wilhjelm.
Johannes Wilhjelm blev student i 1887 og tog filosofikum i 1888, blev stud.polyt. og var samtidig på Harald Foss' tegneskole 1888-90. Han gik på Kunstakademiet i København fra januar 1890 til januar 1892; Kunstnernes Studieskole under P.S. Krøyer 1892-94 og Zahrtmanns malerskole 1903-04.
Wilhjelm rejste med Kristian Zahrtmann i Italien i 1893, da Zahrtmanns søster giftede sig med Wilhjelms bror. Det nære forhold med Zahrtmann og adskillige rejser til Italien med Zahrtmann fik stor indflydelse på Wilhjelms arbejde. Wilhjelm malede i Italien en række værker, og især motiverne fra Civita d'Antino viser indflydelse fra Zahrtmann. 
Senere skildrede han den jyske hede. Desuden malede Wilhjelm figurkompositioner hvoraf flere med bibelske motiver og i de senere år adskillige portrætter. Han er repræsenteret bl.a. på Skagens Museum, Statens Museum for Kunst og Ribe Kunstmuseum.
Wilhjelm ligger begravet på Frederiksberg Ældre Kirkegård.

## Hæder
- 1900 – Mention honorable, Exposition Universelle, Paris
- 1905 – Den Sødringske Opmuntringspræmie
- 1905 – Serdin Hansens Præmie
- 1910 – Årsmedaljen
- 1911 – Årsmedaljen (igen)
- 1913 – Guldmedalje, München

## Billeder
| - Værker af Johannes Wilhjelm - Bøn om regn. Procession i Apenninerne, 1895 - Efter gudstjenesten, 1904 Hjortdal Kirke - Kristian Zahrtmann maler i Civita d'Antino, 1905 - Udsigt over København, 1907 - Idyl på heden, 1908 - Bal Tabarin (en), 1909 Kabaret i Paris - Wilhjelms hustru, 1910 Johanne Marie Munk v. Klocker, - Den tilsandede kirke, 1910 Skagens Kunstmuseer. - To piger på Skagen strand, 1910 - "Malerinder på Skagen", 1912 - Strandparti med redningsbåden der går ud Mellem 1886 og 1938 - På Skagen strand Ukendt dato før 1938 |